# Анчишкин, Александр Иванович
Александр Иванович Анчишкин (11 августа 1933, Москва, РСФСР, СССР — 24 июня 1987, Москва) — советский экономист. Доктор экономических наук (1973), профессор. Академик АН СССР (26.12.1984, член-корреспондент c 23.12.1976). Лауреат Государственной премии СССР (1989, посмертно). Награждён орденами Трудового Красного Знамени (1981), Октябрьской Революции (1986).

## Биография
Родился 11 августа 1933 года в Москве, в семье членов ВКП(б) Ивана Александровича Анчишкина (1901—1974) и Марии (Муси) Исааковны Лускиной (1899—1996), уроженки Борисова. Его отец — учёный-экономист, долгое время работал в Институте экономики АН СССР и возглавлял его парторганизацию. Отец оставил семью, и А. И. Анчишкин воспитывался матерью, происходившей из семьи борисовского сапожника Исаака Вульфовича Лускина и его жены Сейны-Хаи Басиной. Мать — выпускница Института красной профессуры, с 1948 года работала директором московского кинотеатра «Звезда». Тётя (сестра матери) — Циля Исааковна Лускина — была замужем за партийным деятелем Николаем Самсоновичем Сванидзе, их внук — телеведущий Николай Карлович Сванидзе. Дочь другой сестры матери — Эсфири Исааковны (1900—1978) — доктор биологических наук, профессор Галина Александровна Романова (род. 1933), главный научный сотрудник НИИ общей патологии и патофизиологии.
Окончил с отличием экономический факультет МГУ (1956). С 1956 по 1971 год работал в Научно-исследовательском экономическом институте (НИЭИ) Госплана СССР, пройдя путь от младшего научного сотрудника до заведующего сектором методики народнохозяйственных прогнозов. В 1963 году защитил кандидатскую диссертацию «Налог с оборота — форма централизованного чистого дохода социалистического государства». Член КПСС с 1963 года.
В 1971 году перешёл в Центральный экономико-математический институт, где создал отдел народнохозяйственного прогнозирования, В 1972 году защитил докторскую диссертацию на тему «Темпы и факторы роста социалистической экономики (методы анализа и прогноза)». 23 декабря 1976 года избран членом-корреспондентом Академии наук СССР по Отделению экономики. С 1977 по 1981 год по совместительству являлся заведующим кафедрой планирования народного хозяйства СССР экономического факультета МГУ им. М. В. Ломоносова.
В 1981—1982 годах — начальник сводного отдела перспектив экономического и социального развития, член коллегии Госплана СССР. Ушёл, оставшись членом коллегии Госплана и руководителем работы по комплексной программе, из-за колоссальной нагрузки, бюрократического прессинга (особенно в возможности формирования своего отдела) и инфаркта. С 1982 года работал в МГУ профессором кафедры планирования и организации народного хозяйства.
В 1980—1985 годах — заместитель академика-секретаря Отделения экономики АН СССР. 26 декабря 1984 года избран действительным членом Академии наук СССР.
С 1986 года — директор созданного им Института экономики и прогнозирования научно-технического прогресса СССР.

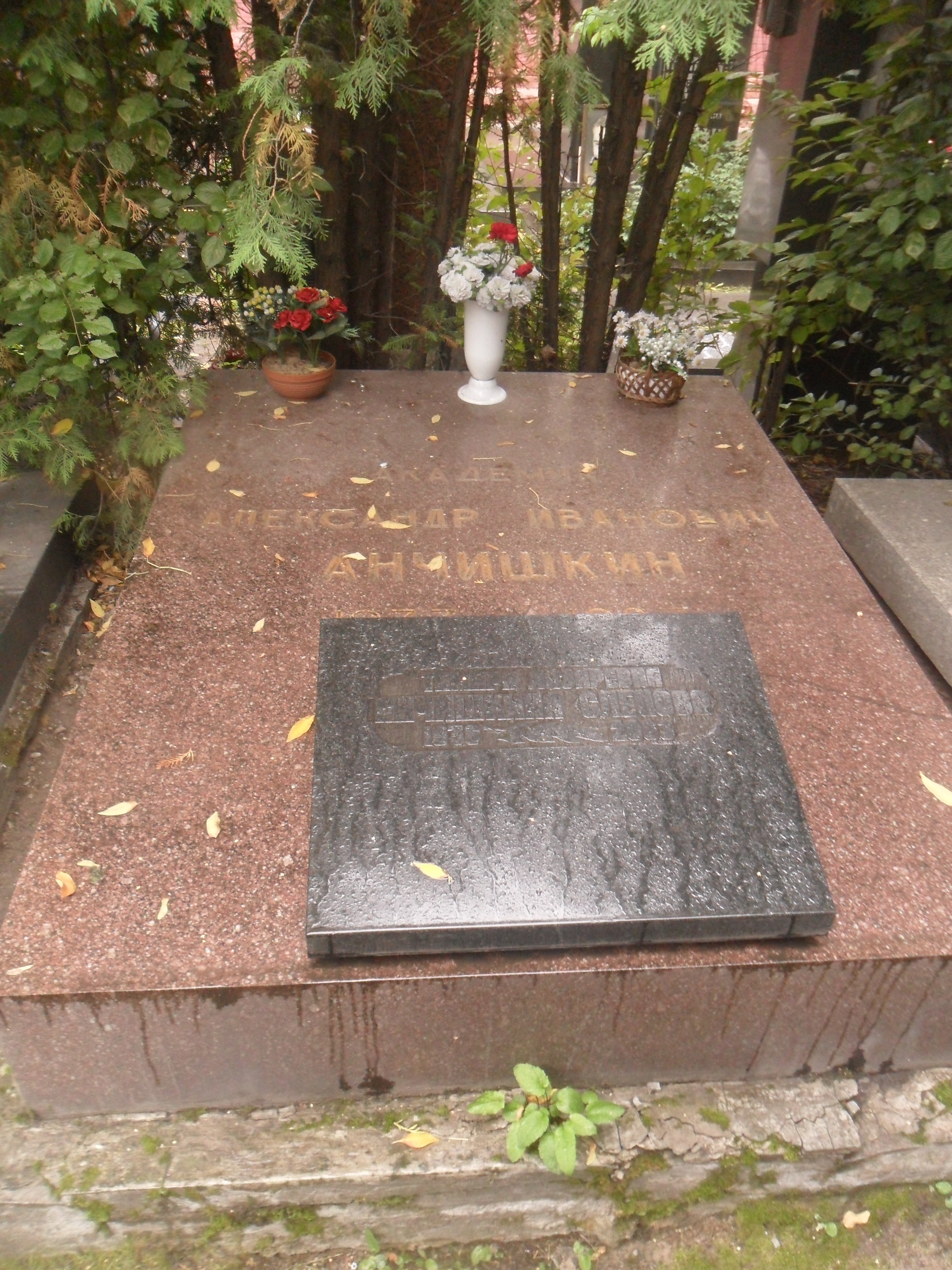
Могила А. И. Анчишкина на Новодевичьем кладбище Москвы

Скончался в Москве 24 июля 1987 года от второго инфаркта. Похоронен на Новодевичьем кладбище.

## Научная деятельность
Основные труды посвятил теории расширенного воспроизводства, макромоделированию и прогнозированию развития народного хозяйства СССР. Внёс значительный вклад в развитие экономико-математической теории. Выполнил цикл работ в области макроэкономического прогнозирования и сбалансированного развития народного хозяйства. Занимался разработкой экономических проблем комплексной программы научно-технического прогресса. А. И. Анчишкин был одним из экономистов, которые в СССР поддерживали необходимость интенсификации производства.

## Сочинения
- Анчишкин А. И. Налог с оборота — конкретная форма прибавочного продукта социалистического производства. М.: Высшая школа, 1962.
- Анчишкин А. И. Налог с оборота — форма централизации чистого дохода социалистического государства: Автореф. дис. канд. экон. наук. М., 1963.
- Ефимов А. Н., Анчишкин А. И. Куба планирует национальную экономику. — М.: Экономиздат, 1963. — 80 с.
- Анчишкин А. И., Ярёменко Ю. В. Изучение и планирование основных показателей воспроизводства методом межотраслевого баланса // Методы планирования межотраслевых пропорций. М.: Экономика, 1965.
- Анчишкин А. И., Ершов Э. Б. Принципы народнохозяйственного прогнозирования: Тезисы доклада. М., 1966.
- Анчишкин А. И. Плановый баланс народного хозяйства: Пособие по спецкурсу для студентов-заочников экономических факультетов государственных университетов. М.: Изд-во МГУ, 1967.
- Анчишкин А. И., Ярёменко Ю. В. Темпы и пропорции экономического развития. М.: Экономика, 1967.
- Анчишкин А. И., Соловьёв Н. С., Ярёменко Ю. В. Методы прогнозирования темпов, факторов и структуры развития народного хозяйства // Методологические вопросы экономического прогнозирования. М.: НИЭИ при Госплане СССР, 1970.
- Анчишкин А. И., Ярёменко Ю. В. Методы прогнозирования темпов, факторов и структуры развития народного хозяйства. М.: НИЭИ при Госплане СССР, 1970 (1-е изд.), 1971 (2-е изд.).
- «Методы факторного анализа и прогноза экономического роста» (1970)
- Анчишкин А. И. Темпы и факторы роста социалистической экономики (методы анализа и прогноза): Автореф. дис. д-ра экон. наук. М., 1972.
- Анчишкин А. И. Прогнозирование роста социалистической экономики. М.: Экономика, 1973.
- Анчишкин А. И. Расширенное воспроизводство в условиях развитого социализма // Коммунист. 1976. № 14.
- Анчишкин А. И. Методологические проблемы прогнозирования развития народного хозяйства. Минск, 1980.
- Анчишкин А. И. Научно-технический прогресс и интенсификация производства. М.: Политиздат, 1981.
- Анчишкин А. И. Программа дисциплины «Планирование экономического и социального развития СССР». Для государственных университетов. М.: Изд-во МГУ, 1984.
- Методы народнохозяйственного прогнозирования / Под ред. Н. П. Федоренко. М.: Наука, 1985 (в соавторстве).
- Анчишкин А. И. Научно-технический прогресс и повышение эффективности общественного производства. В помощь лектору. М.: Знание, 1986.
- Анчишкин А. И. Наука — техника — экономика. М.: Экономика, 1986 (1-е изд.), 1989 (2-е изд.).
- Анчишкин А. И. Прогнозирование темпов и факторов экономического роста. М.: МАКС Пресс, 2003.
- Анчишкин А. И. Выбор стратегии. Из неопубликованного